# Bộ Cánh thẳng
Bộ Cánh thẳng (danh pháp khoa học: Orthoptera, từ tiếng Hy Lạp orthos = "thẳng" và pteron = "cánh") là một bộ côn trùng với biến thái không hoàn toàn, bao gồm các loài châu chấu, cào cào, dế và muỗm. Nhiều loài côn trùng trong bộ này phát ra các âm thanh dưới dạng các tiếng kêu inh ỏi bằng cách cọ xát cánh vào nhau hay vào chân. Các tai của chúng, nằm ở các chân trước, được kết nối sao cho chúng có thể định vị nhau bằng âm thanh.

## Đặc trưng
Các loài côn trùng cánh thẳng có hai cặp cánh; các cánh trước hẹp hơn các cánh sau và cứng ở phần gốc cánh. Các cánh trước gối lên nhau ở phần lưng bụng khi côn trùng cánh thẳng nghỉ ngơi. Các cánh sau giống như màng mỏng và gập nếp như các lá quạt phía dưới các cánh trước khi nghỉ. Chúng có phần miệng với quai hàm, các mắt kép (phức) lớn, độ dài các râu thay đổi tùy theo loài. Các chân sau to, phù hợp với việc bật nhảy.
Côn trùng trong bộ Cánh thẳng có thể gấp cánh lại khi nghỉ ngơi. Đặc trưng đó khiến bộ Cánh thẳng được xếp vào siêu bộ (superorder) Cánh mới (Neoptera).

## Chu kỳ sống
Các côn trùng cánh thẳng phát triển nhờ biến thái không hoàn toàn. Phần lớn các loài đẻ trứng trong đất hay trên cây. Trứng nở ra thành con non trông tương tự như con trưởng thành nhưng thiếu cánh. Thông qua các lần lột xác kế tiếp nhau thì con non sẽ phát triển lên để trở thành con trưởng thành với đầy đủ cánh. Côn trùng cánh thẳng có khả năng gập được cánh của chúng, một khả năng mà các nhà côn trùng học gọi là côn trùng cánh mới (Neoptera).
Số lượng lần lột xác phụ thuộc vào từng loài; sự phát triển cũng rất biến thiên và có thể là từ vài tuần tới vài tháng, phụ thuộc vào khả năng cung cấp của các nguồn cấp thức ăn cùng các điều kiện thời tiết.

## Thực phẩm
Một vài loài côn trùng trong bộ này là các côn trùng duy nhất được coi là kashrut (thức ăn được phép) của đạo Do Thái. Mặc dù Kinh Thánh có thể được hiểu như là thông báo rằng mọi loài Orthoptera là kashrut, ngoại trừ những loài không nhảy như dế trũi, nhưng các tác giả của luật Halakha lại cho rằng chỉ có 4 loài đã biết tại Yemen mới được coi là kashrut.

## Phân loại

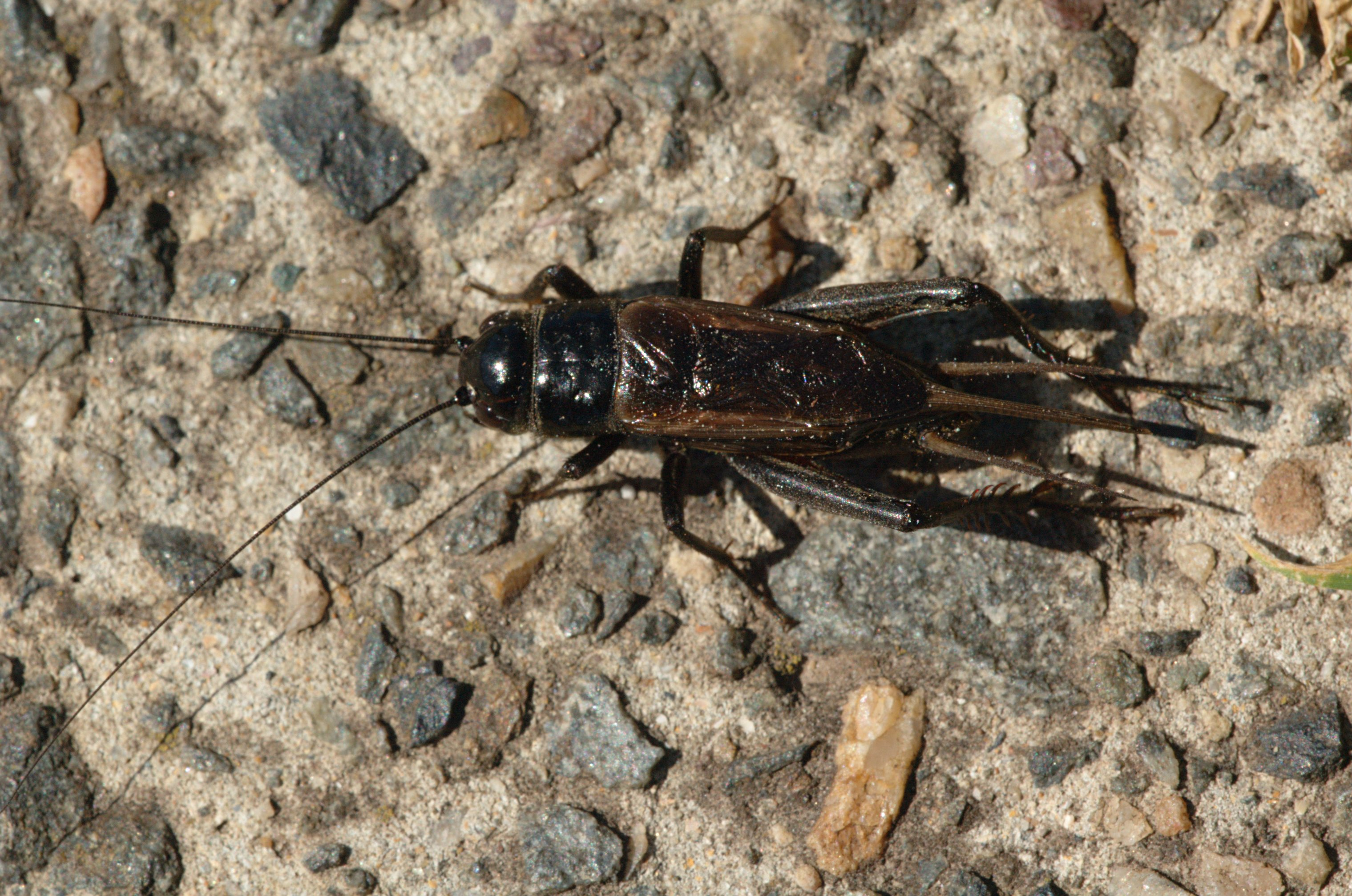
Một con dế than bản địa ở Úc (Teleogryllus commodus), phân bộ Ensifera

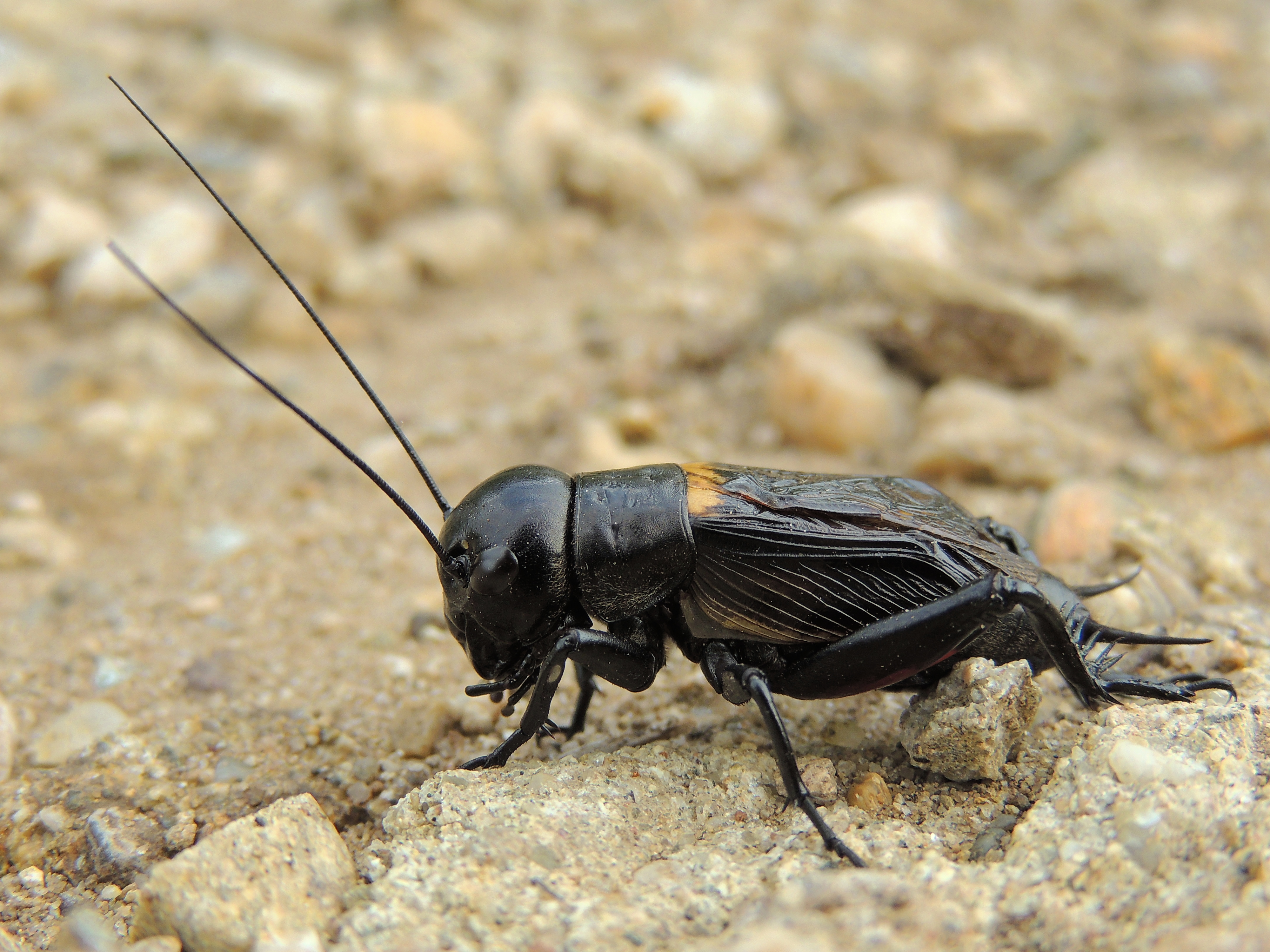
Dế mèn Gryllus campestris

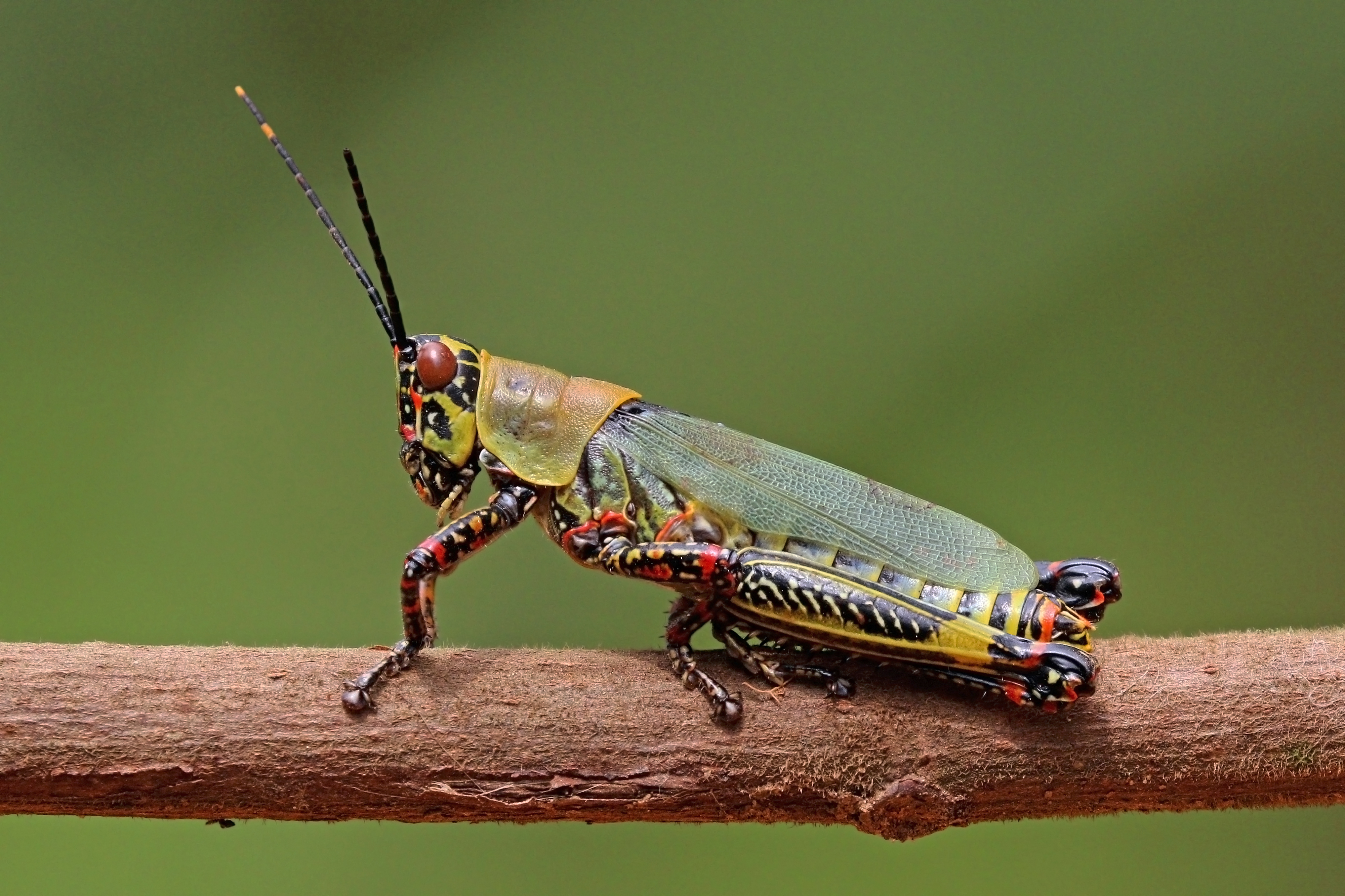
Zonocerus variegatus

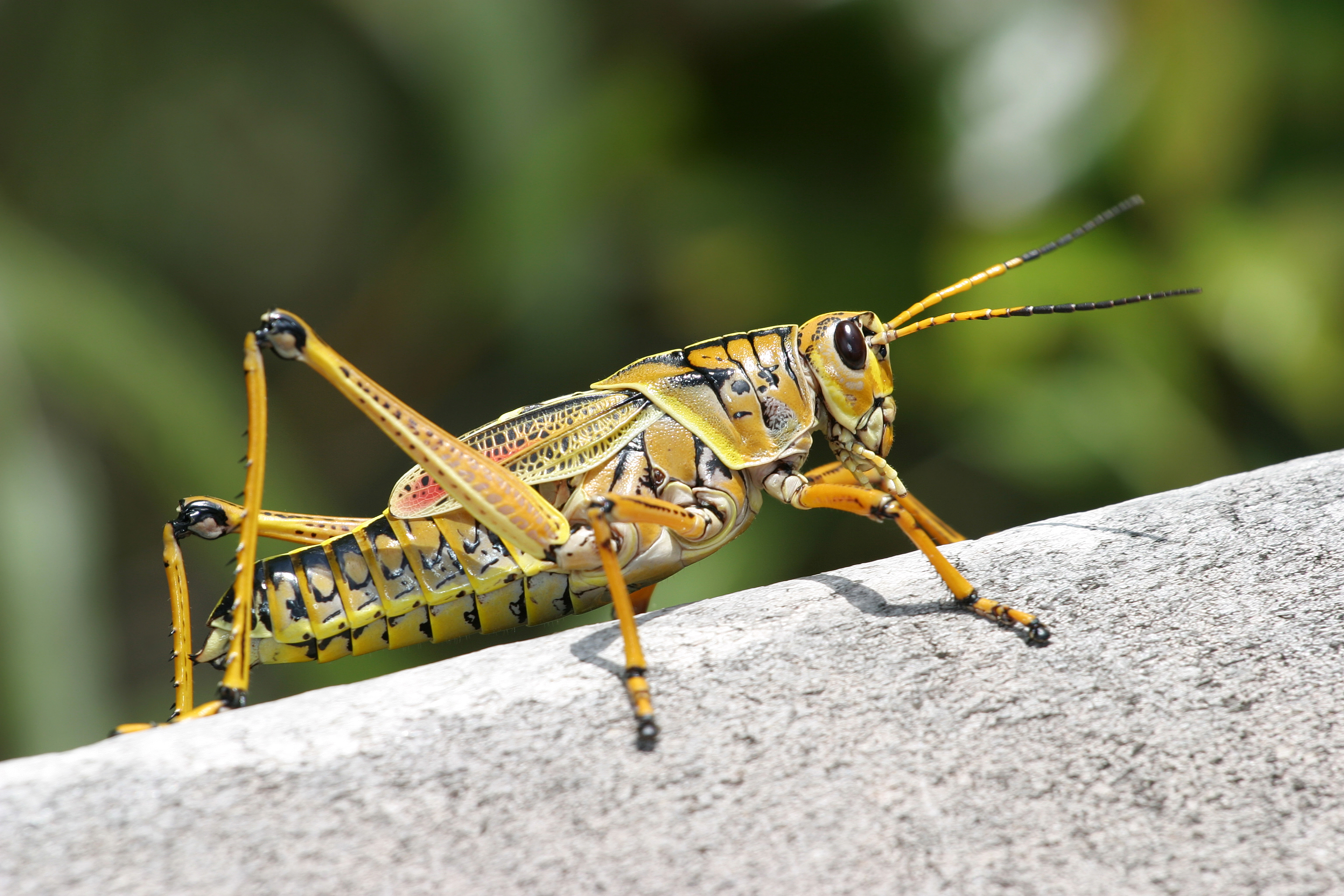
Châu chấu Romalea guttata

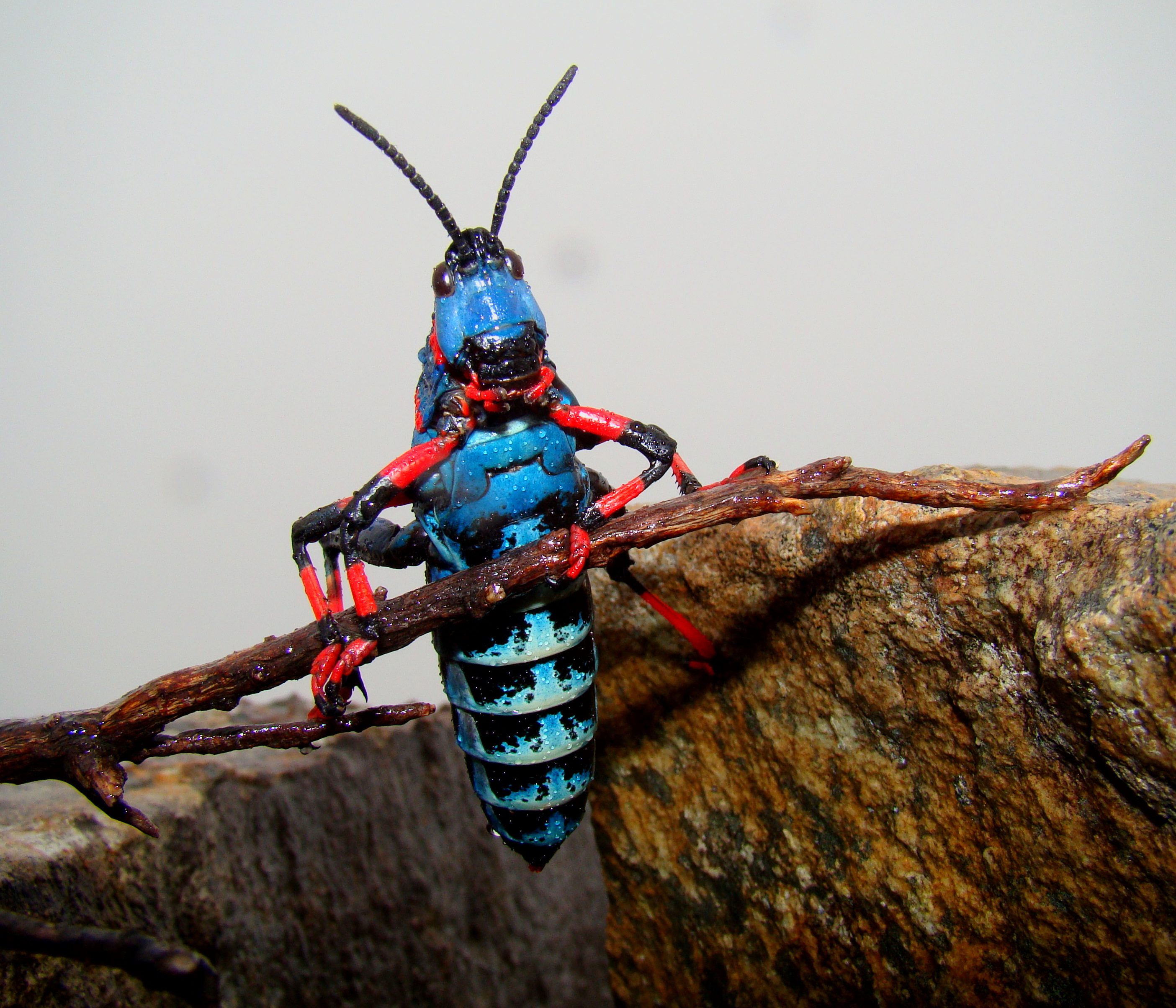
Dictyophorus spumans

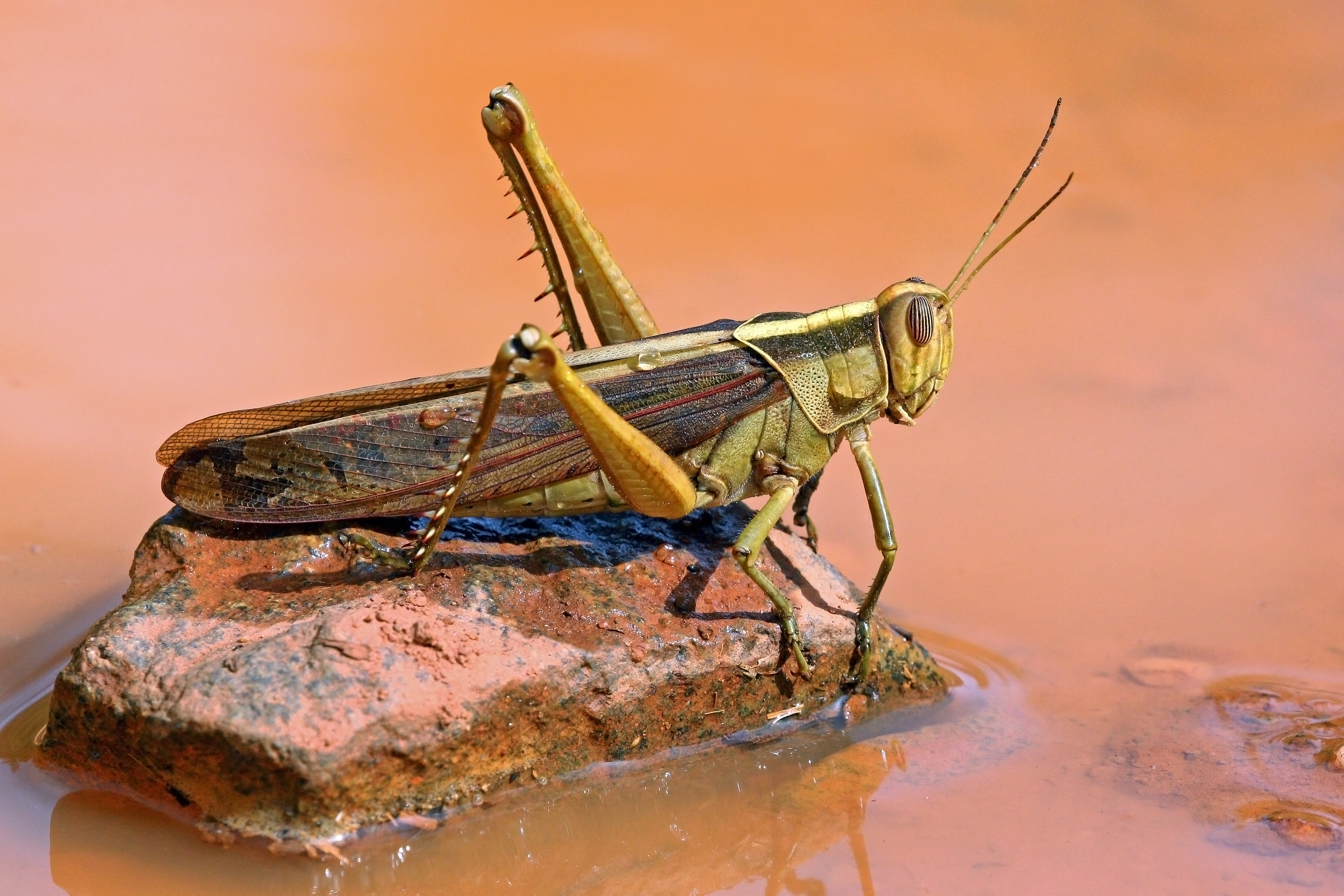
Acanthacris ruficornis, họ Acrididae

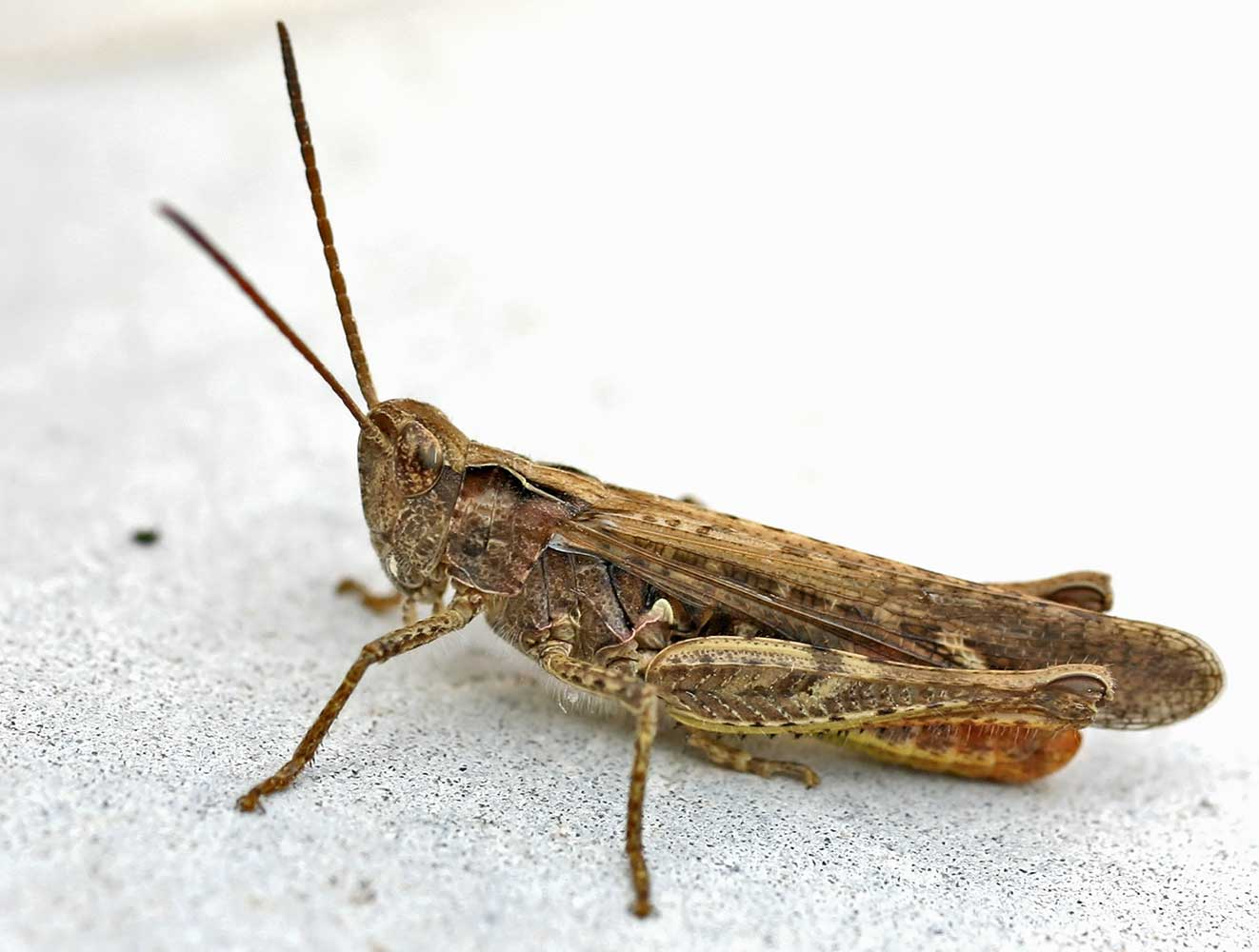
Châu chấu Chorthippus brunneus

- Phân bộ Ensifera – dế, muỗm và đồng minh của chúng
  - Siêu họ Gryllavoidea †
    - Gryllavidae †

  - Siêu họ Grylloidea
    - Baissogryllidae †
    - Gryllidae – dế thật sự, dế mèn
    - Gryllotalpidae – dế trũi (dế dũi)
    - Mogoplistidae
    - Myrmecophilidae – dế kiến
    - Protogryllidae †

  - Siêu họ Hagloidea
    - Haglidae †
    - Hagloedischiidae †
    - Prophalangopsidae
    - Tuphellidae †

  - Siêu họ Phasmomimoidea †
    - Phasmomimidae †

  - Siêu họ Rhaphidophoroidea
    - Rhaphidophoridae – dế lạc đà

  - Siêu họ Schizodactyloidea
    - Schizodactylidae – dế cồn cát

  - Siêu họ Stenopelmatoidea
    - Anostostomatidae – dế vua
    - Cooloolidae
    - Gryllacrididae – dế cuốn lá
    - Stenopelmatidae – dế Jerusalem

  - Siêu họ Tettigonioidea - Liên họ Muỗm
    - Haglotettigoniidae †
    - Tettigoniidae – muỗm / dế bụi
- Phân bộ Caelifera – châu chấu, cào cào
  - Cận bộ Acrididea
    - Siêu họ Acridoidea
      - Acrididae – châu chấu, cào cào
      - Charilaidae
      - Dericorythidae
      - Lathiceridae
      - Lentulidae
      - Lithidiidae
      - Ommexechidae
      - Pamphagidae – châu chấu cóc
      - Pyrgacrididae
      - Romaleidae
      - Tristiridae

    - Siêu họ Eumastacoidea
      - Chorotypidae
      - Episactidae
      - Eumastacidae
      - Euschmidtiidae
      - Mastacideidae
      - Morabidae
      - Promastacidae †
      - Proscopiidae
      - Thericleidae

    - Siêu họ Locustopsoidea †
      - Araripelocustidae †
      - Bouretidae †
      - Eolocustopsidae †
      - Locustavidae †
      - Locustopsidae †

    - Siêu họ Pneumoroidea
      - Pneumoridae – châu chấu bong bóng

    - Siêu họ Pyrgomorphoidea
      - Pyrgomorphidae – châu chấu gai, cào cào

    - Siêu họ Tanaoceroidea
      - Tanaoceridae

    - Siêu họ Tetrigoidea
      - Tetrigidae – châu chấu ma

    - Siêu họ Trigonopterygoidea
      - Trigonopterygidae
      - Xyronotidae

  - Cận bộ Tridactylidea
    - Siêu họ Dzhajloutshelloidea †
      - Dzhajloutshellidae †

    - Siêu họ Regiatoidea †
      - Regiatidae †

    - Siêu họ Tridactyloidea
      - Cylindrachetidae
      - Rhipipterygidae
      - Tridactylidae – dế dũi lùn